# 泥涌

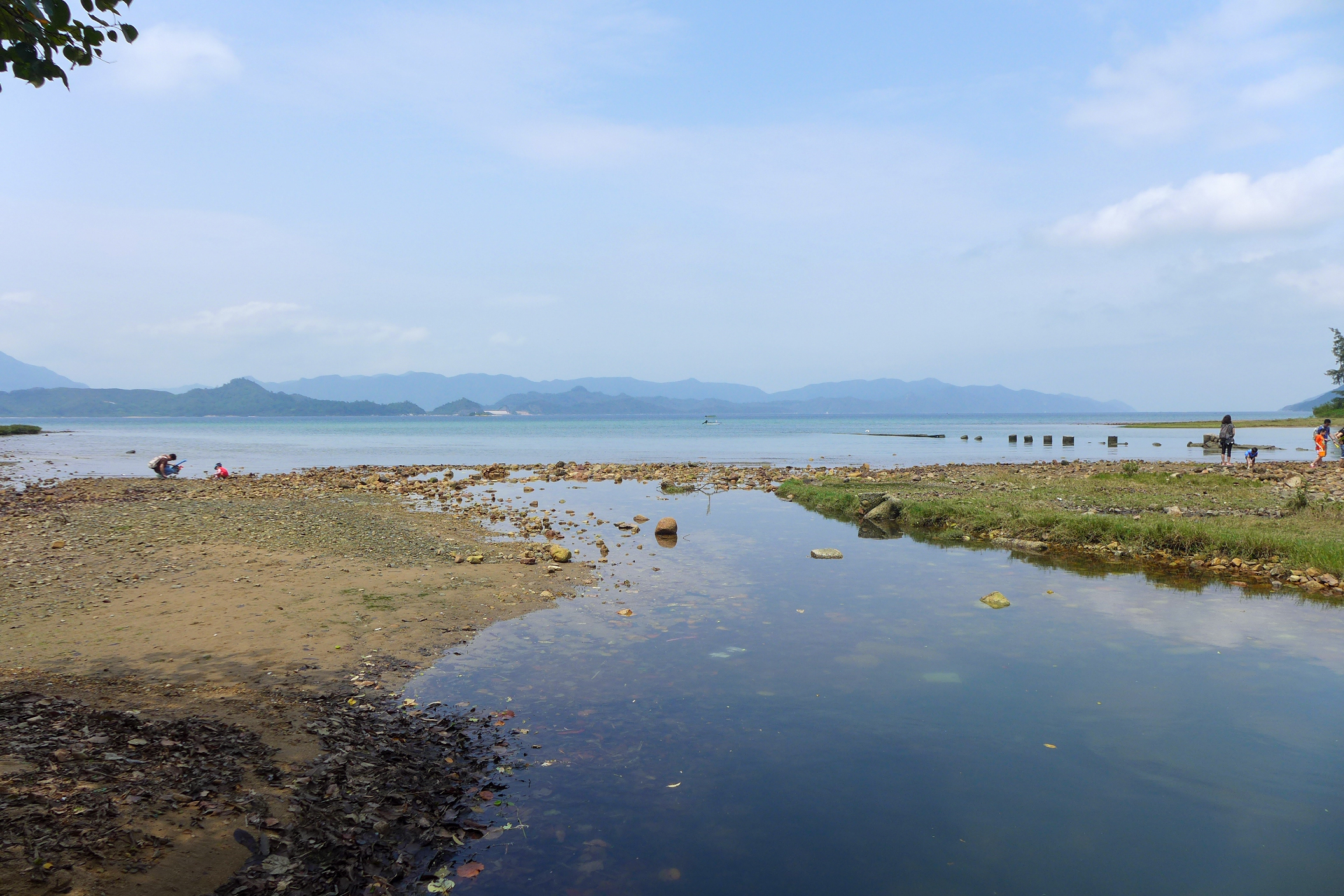
退潮的泥涌石灘，右方為斷橋（2017年4月）

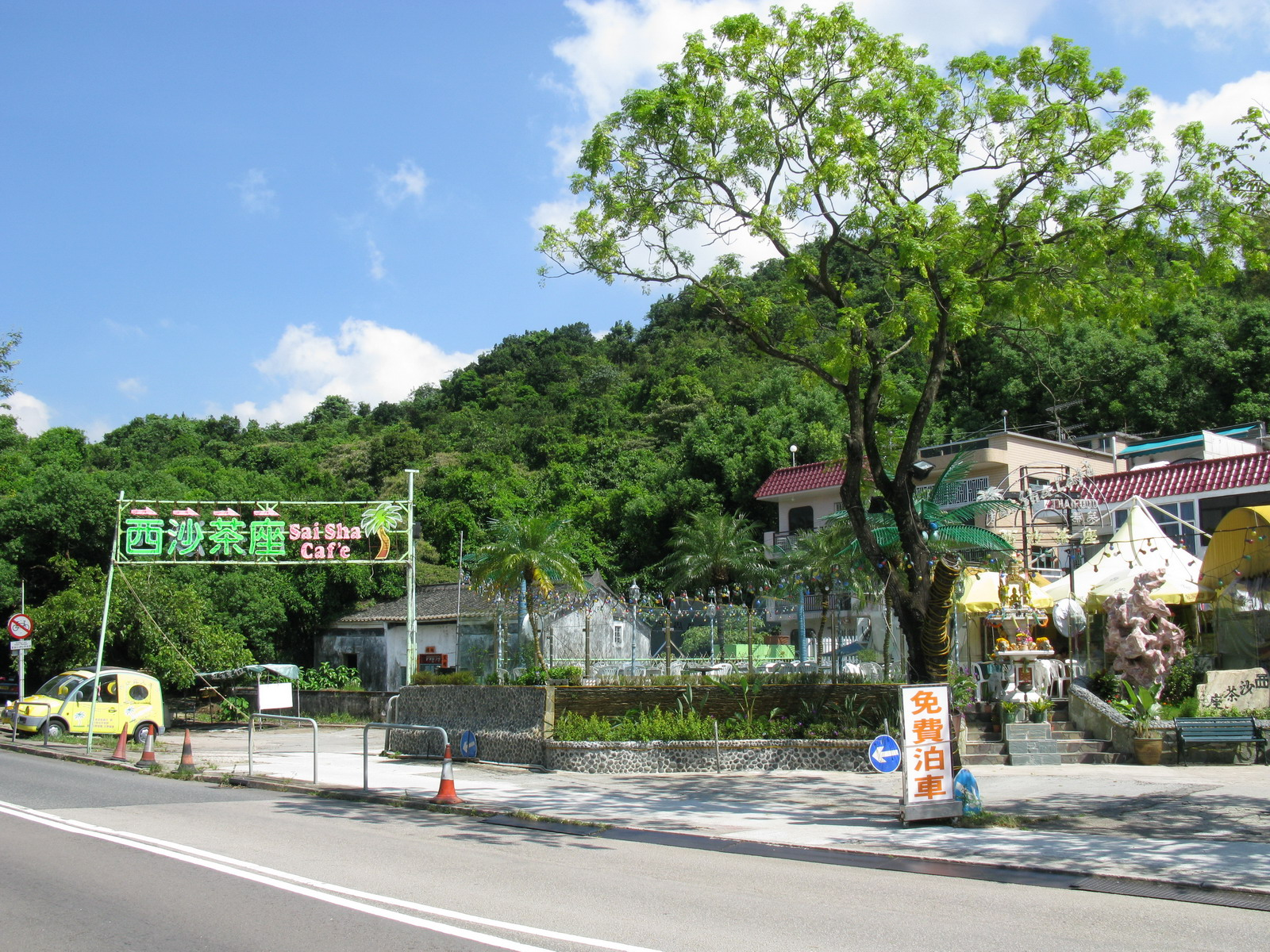
位於泥涌村的西沙茶座

泥涌（英語：Nai Chung）鄰近新界東馬鞍山新市鎮，西貢市之西北，屬大埔區西貢北管轄，十四鄉之一。該區是濕地地區，長滿紅樹林和一些貝類生物，同時亦是郊野公園，早在1970年代已經有燒烤場，為燒烤勝地，同時亦為適合放風箏的地點。泥涌石灘的斷橋、小碼頭、黑岩石及紅木欄杆，亦成為不少年青人拍攝熱點。
在地理上泥涌接近沙田馬鞍山，但1990年代以前是沒有道路連接沙田和泥涌，一般人都只能在西貢轉乘九龍巴士99線前往，但隨著馬鞍山新市鎮的發展，西沙路沙田一段通車，自此來往香港島、九龍和泥涌的人已經可以由沙田進出，而不再經西貢。現時在泥涌村一帶開了2間泰國餐廳、露天茶座及燒烤場。

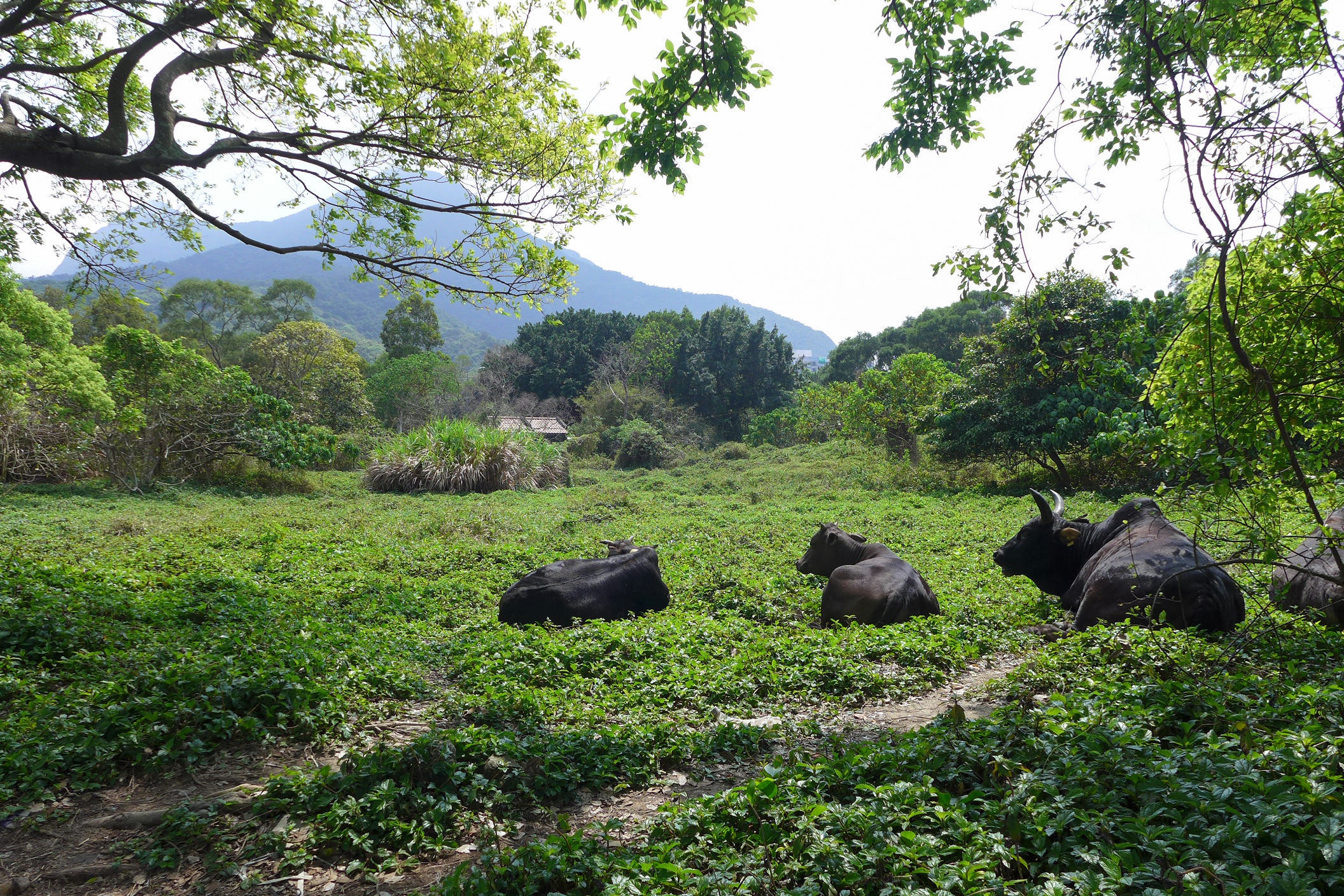
牛寶（2017年4月）
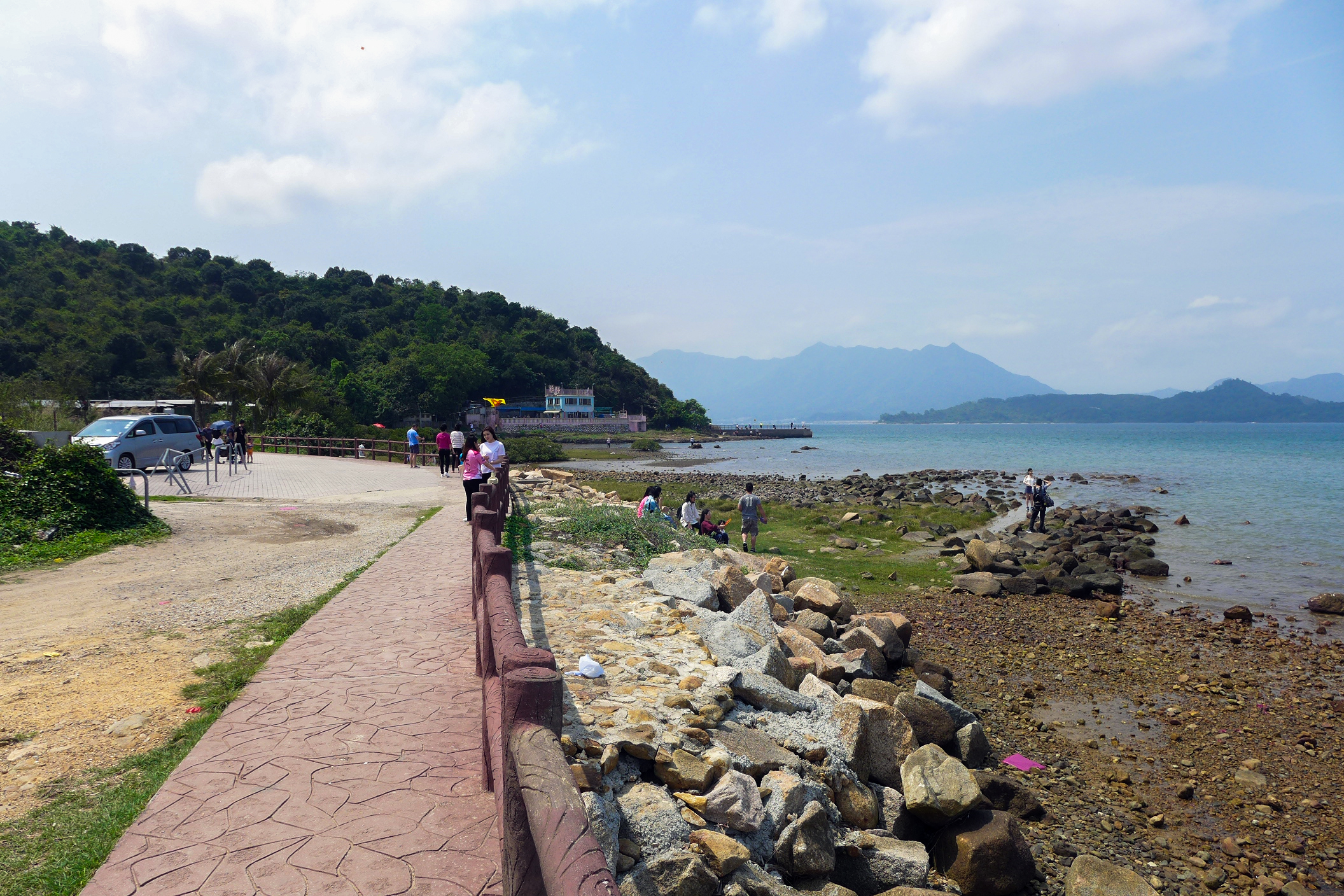
假日的泥涌吸引不少市民（2017年4月）
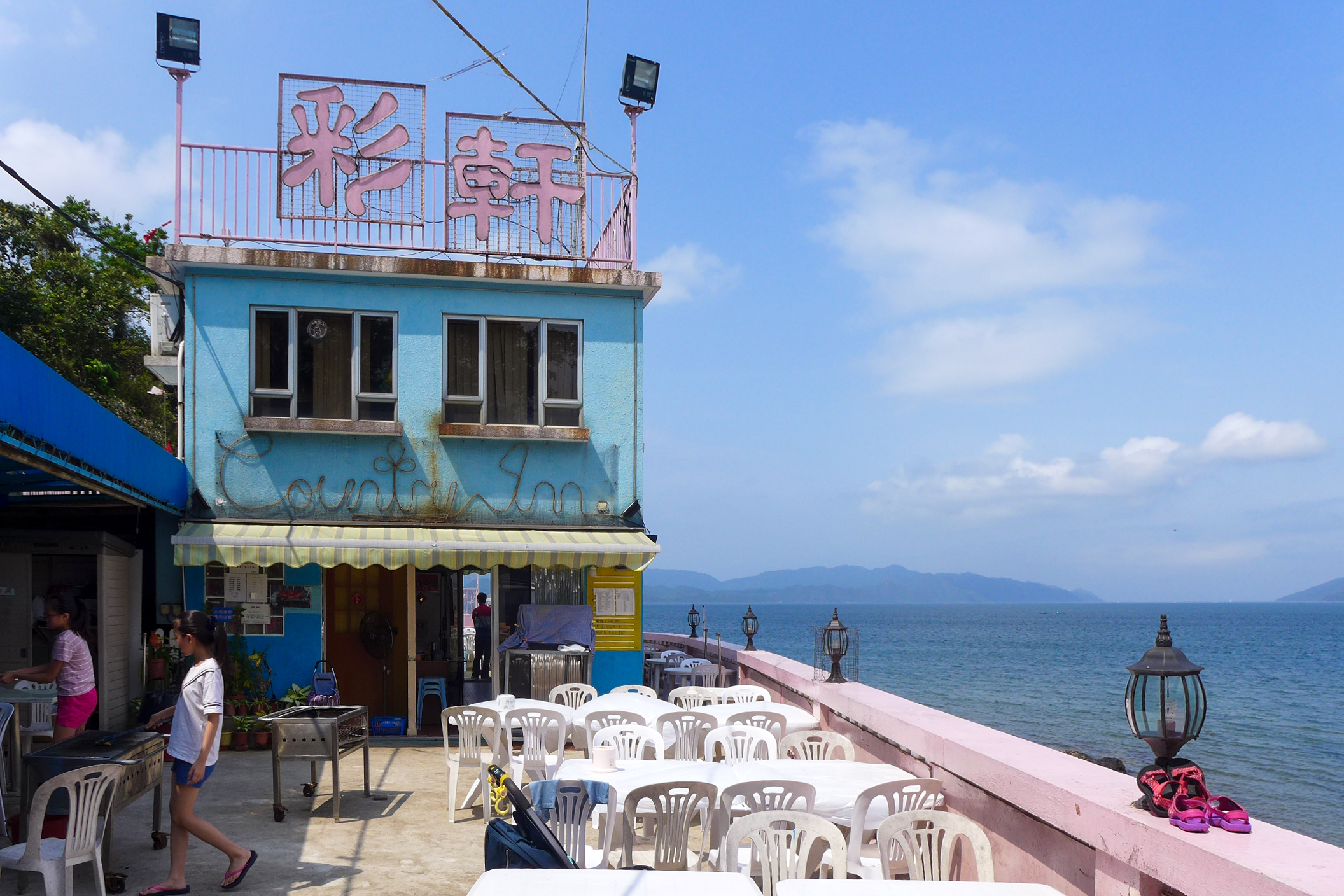
燒烤場（2017年4月）
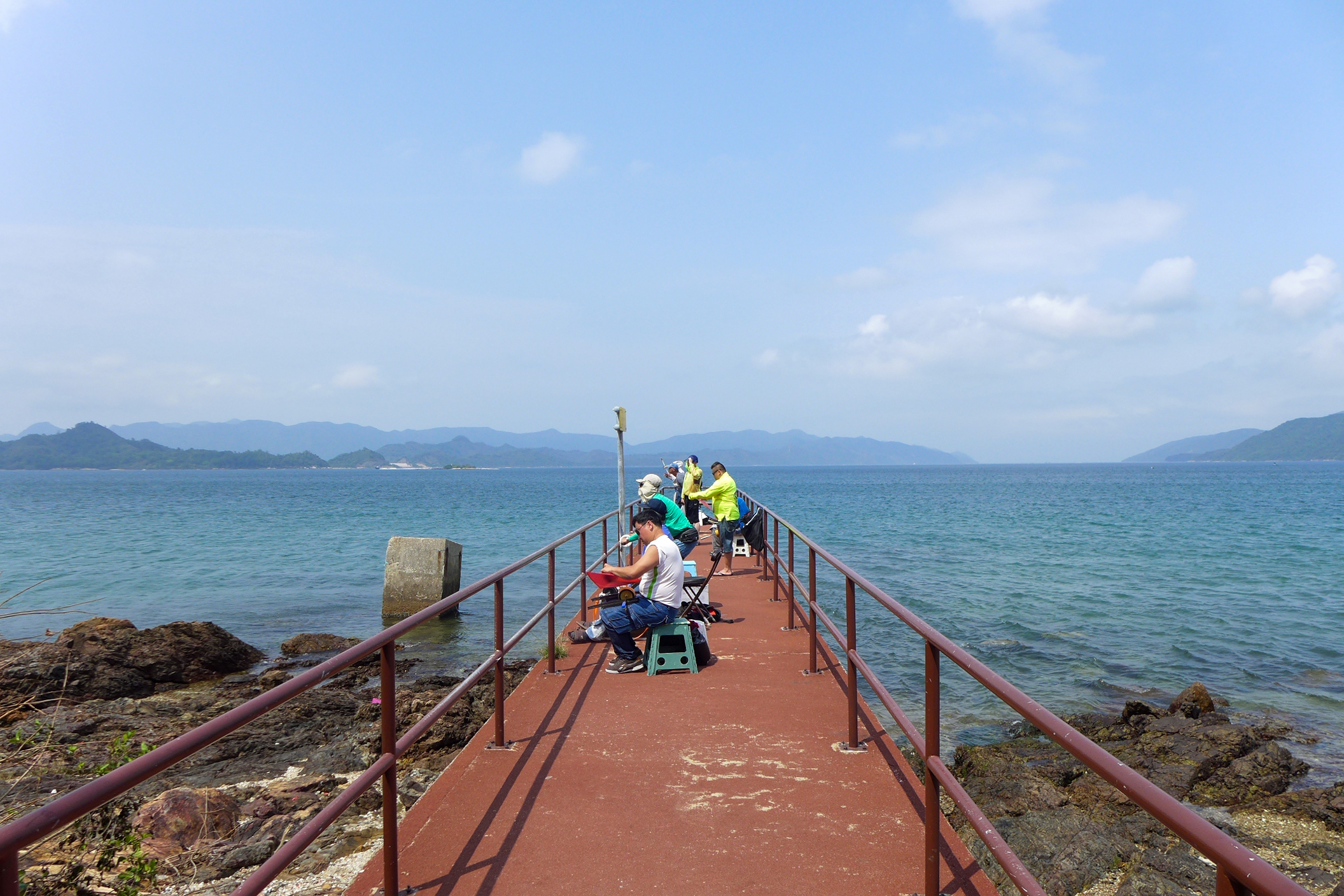
泥涌碼頭
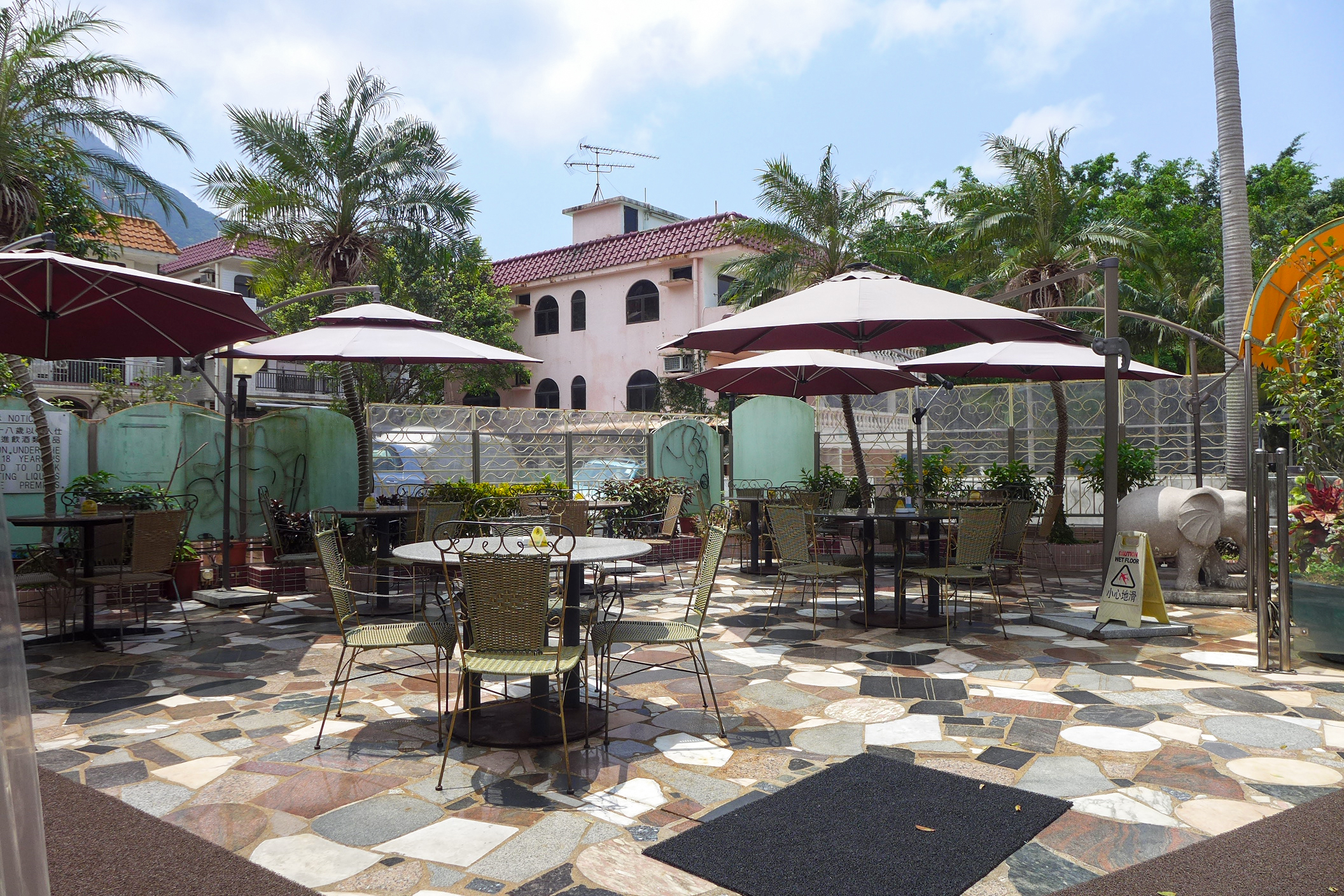
泰國餐廳（2017年4月）

## 區議會議席分佈
1990年代以前泥涌以傳統鄉村為主，人口稀少，所以泥涌連同整個西貢北成為一個選區，選出一名區議員。到1990年代，西沙路正式通車，交通改善，加上以丁屋為主的新屋苑吸引外來人口遷入鄉村居住，使泥涌人口增加，整個西貢北逐漸符合一個選區大約17,000人的比例。
| 年度/範圍 | 2000-2003  | 2004-2007  | 2008-2011  | 2012-2015  | 2016-2019  | 2020-2023  | 2024-2027  |
| --------- | ---------- | ---------- | ---------- | ---------- | ---------- | ---------- | ---------- |
| 整個泥涌  | 西貢北選區 | 西貢北選區 | 西貢北選區 | 西貢北選區 | 西貢北選區 | 西貢北選區 | 大埔北選區 |

## 參看相關章節
- 西貢區
- 大埔區
- 馬鞍山
- 十四鄉
- 樟木頭